# Oliver Makor
Oliver Paul Makor (Monrovia, 9 ottobre 1973) è un ex calciatore liberiano, di ruolo attaccante.

## Carriera

### Club
Dopo aver iniziato la carriera giocando in patria in prima divisione, nel 1993 ha giocato nella prima divisione nigeriana con il Julius Berger e nel 1994 nella prima divisione camerunese con il Canon Yaoundé. Negli anni seguenti ha giocato nella terza divisione francese con Tours e Grenoble ed in quarta divisione con il Limoges, e successivamente nella seconda divisione greca con il Proodeftikī. Ha poi giocato nella prima divisione greca con Egaleo, Ionikos ed ancora in Grecia ma in terza divisione al Panachaïkī, per poi trasferirsi in Indonesia e chiudere la carriera giocando nella prima divisione locale.

### Nazionale
Tra il 1999 ed il 2008 ha totalizzato complessivamente 32 presenze ed 8 reti con la maglia della nazionale liberiana, con la quale nel 1996 e nel 2002 ha inoltre anche partecipato alla Coppa d'Africa.

## Palmarès

### Individuale
- Capocannoniere della Coppa d'Indonesia: 1

2012 (6 gol)